# Lathrolestes citreus
Lathrolestes citreus là một loài tò vò trong họ Ichneumonidae.